# Open (мини-альбом Джона Андерсона)
Open — мини-альбом британского музыканта Джона Андерсона, вокалиста группы Yes, выпущенный в 2011 году в цифровом формате.
Андерсон начал работу над «Open» весной 2010 года, заложив основу на гитаре 19-го века. С самого начала он знал, что это будет музыкальной композицией полной формы. Оркестровка была добавлена Stefan Podell.
«Something Else Reviews» так характеризует эту запись:

Концептуальное эпическое произведение, полное удивления, музыкальных поворотов и темой широкой, как и ожидалось… Честно говоря, это то, что делает Джон Андерсон. И это потрясающе интересно, после слишком долгой растраты своей музы лишь на резкую критику сегодняшнего Yes’а, услышать Андерсона, делающего это снова.
Оригинальный текст (англ.)A conceptually epic piece, filled with wonderment, musical twists and a theme as broad as it is hopeful...Quite frankly, this is what Jon Anderson does. And it’s terrifically engaging, after too long spent fitting his muse into the ever-dilating strictures of Yes' modern-day prog-pop, to hear Anderson doing it again.

## Список композиций
1. Open — 20:54
  1. Sun Is Calling
  2. Please To Remember
  3. Who Better Than Love
  4. Sun It Sings You / Given Chase

## Участники записи
- Джон Андерсон — вокал, тексты песен, акустическая гитара;
- Stefan Podell — музыка и оркестровые партии, шести- и двенадцатиструнные гитары, классическая и электрическая гитары, перкуссия, бас, дополнительный вокал;
- Jane Luttenberger Anderson — «angel vocals»;
- Zach Tenorio-Miller — пианино, орган;
- Zach Page — классическая и электрическая гитары;
- Alexandra Cutler-Fetkewicz, Jon Fink and Susan Lerner — струнная аранжировка и запись;
- Kevin Shima — акустическая гитара, вокал;
- Brian Hobart — перкуссия;
- Stephan Junca — ударные, африканская перкуссия;
- Charles Scott — ударные;
- Robert Foster, Ian O’Rourke, Madelyn Frey, Jacob Stringfellow, Aaron Wolfe и Amy Stevens — а капелла-группа Cal Poly;
- Billy James — дополнительный бэк-вокал.